# Saint-Michel-de-Villadeix
Saint-Michel-de-Villadeix ist eine französische Gemeinde mit 299 Einwohnern (Stand 1. Januar 2022) im Département Dordogne in der Region Nouvelle-Aquitaine (vor 2016: Aquitanien). Die Gemeinde gehört zum Arrondissement Périgueux und zum Kanton Périgord Central.
Der Name in der okzitanischen Sprache lautet Sent Micheu de Viladés und leitet sich vom Erzengel Michael ab. Der Zusatz „Villadeix“ ist der Name eines ehemaligen Erzpriestertums, dessen Sitz in Saint-Michel-de-Villadeix lag.
Die Einwohner werden Saint-Michelois und Saint-Micheloises genannt.

## Geographie
Saint-Michel-de-Villadeix liegt ca. 22 km südlich von Périgueux und ca. 25 km nordöstlich von Bergerac im Gebiet Périgord central der historischen Provinz Périgord an der Grenze zu den Gebieten Landais und Bergeracois.
Umgeben wird Saint-Michel-de-Villadeix von den fünf Nachbargemeinden:
| Vergt                |                                             | Salon             |
| Saint-Amand-de-Vergt | Kompassrose, die auf Nachbargemeinden zeigt | Veyrines-de-Vergt |
|                      | Val de Louyre et Caudeau                    |                   |

Saint-Michel-de-Villadeix liegt im Einzugsgebiet des Flusses Dordogne. Der Caudeau, ein rechter Nebenfluss der Dordogne, markiert die südliche Grenze zur Nachbargemeinde Val de Louyre et Caudeau.

## Einwohnerentwicklung
Nach Beginn der Aufzeichnungen stieg die Einwohnerzahl in der ersten Hälfte des 19. Jahrhunderts auf einen Höchststand von rund 685. In der Folgezeit sank die Größe der Gemeinde bei kurzen Erholungsphasen und stabilisierte sich bis zu den 1960er Jahren auf ein Niveau von rund 260 Einwohnern. Seit der Jahrtausendwende ist ein moderater Aufwärtstrend zu erkennen.
| Jahr      | 1962 | 1968 | 1975 | 1982 | 1990 | 1999 | 2006 | 2011 | 2022 |
| --------- | ---- | ---- | ---- | ---- | ---- | ---- | ---- | ---- | ---- |
| Einwohner | 259  | 282  | 248  | 263  | 258  | 288  | 291  | 308  | 299  |

## Städtepartnerschaft
Saint-Michel-de-Villadeix unterhält über den ehemaligen Kanton Vergt seit 1996 eine Gemeindepartnerschaft mit:
- Saint-Jacques-de-Montcalm in der kanadischen Provinz Québec.[7]

## Sehenswürdigkeiten
- Pfarrkirche Saint-Michel

## Wirtschaft und Infrastruktur
Die Landwirtschaft ist einer der wichtigsten Wirtschaftsfaktoren der Gemeinde.

### Verkehr
Saint-Michel-de-Villadeix ist erreichbar über die Routes départementales 8 und 42 und über Nebenstraßen, die von der Route départementale 42E2 abzweigen.